# هری پرچ
هری پرچ (به انگلیسی: Harry Partch؛ ۲۴ ژوئن ۱۹۰۱ — ۳ سپتامبر ۱۹۷۴) آهنگساز آمریکایی بود. آثار پیچیدهٔ او که با سازهای ابداعی خودش اجرا می‌شوند، قابل توجه هستند. وی در سال ۱۹۴۹، نظریه‌های خود را در کتاب «پیدایش یک موسیقی» منتشر کرد.
هری پرچ، در ۳ سپتامبر ۱۹۷۴ در انسینیتاس، کالیفرنیا بر اثر ایست قلبی در سن ۷۳ سالگی درگذشت.